# Урсуа, Хавьер
Хавьер Адольфо Урсуа Альтамирано (исп. Javier Adolfo Urzúa Altamirano; 21 сентября 1999 года, Талькауано, Чили) — чилийский футболист, играющий на позиции полузащитник. В настоящее время выступает за чилийский клуб «Уачипато».

## Карьера
Урсуа является воспитанником «Уачипато». С 2017 года — игрок основной команды. 18 мая 2017 года дебютировал в чилийской Примере в поединке против «Сантьяго Уондерерс», выйдя в стартовом составе и будучи заменённым на 63-й минуте вместо Камило Понтони.